# クロポッ レコー
クロポッ・レコー（keropok lekor またkeropok batang）はマレー半島東海岸、特にトレンガヌ州の伝統料理の一つである。  

## 解説
”lekor”はトレンガヌ州のマレー語で”lingkar”(巻く)という意味で、語末の”ar”の綴りを”or”に変えた語である。そのため、”keropok lekor”の意味は、巻いたkeropokである。keropokは、海水魚の身とサゴ, 少量の塩を混ぜたものから作られる。キャッサバでん粉を混ぜたものもある。湯の中で茹でる前に、全ての材料を捏ねて、丸めて長いロープ状にされる。色はグレーで、魚の匂いがする。 
魚の含有量が多いため、天然ヨウ素の豊富な高タンパクの食べ物のひとつである。揚げてすぐ出来立ての状態で食べることができ、辛いチリソースやマヨネーズ、チーズに付けて食べる。今日、クロポッ・レコーの生産はトレンガヌ州以外の他の州のいくつかでも有名である。

## 保存
クロポッ・レコーは通常長くは持たない。しかし、長く保存したいなら、他の食べ物に匂いがうつらないように、ビニールに包んで冷凍庫で保存しなければならない。 味が薄くならないように、食べるときは洗って、塩を少し入れた水でもう一度茹でる。
できたてを食べる以外に、カリカリになるように、短く切ってもう一度揚げることもある。通常、揚げたときにカリカリになるようにキャッサバでん粉を混ぜるが、冷めてしまうと柔らかくなる。サゴを混ぜた場合、揚げた後に冷めても柔らかくならない。

## 他の種類
クロポッ・レコーはさらに加工して、keropok kepingにすることもできる。茹でたクロポッ・レコーを薄く切って、1枚1枚が乾燥するように干すことで、keropok kepingになる。このkeropok kepingは熱い油の中で揚げるときに膨らみ、チリソースと食べるととても美味しい。

## Gambar

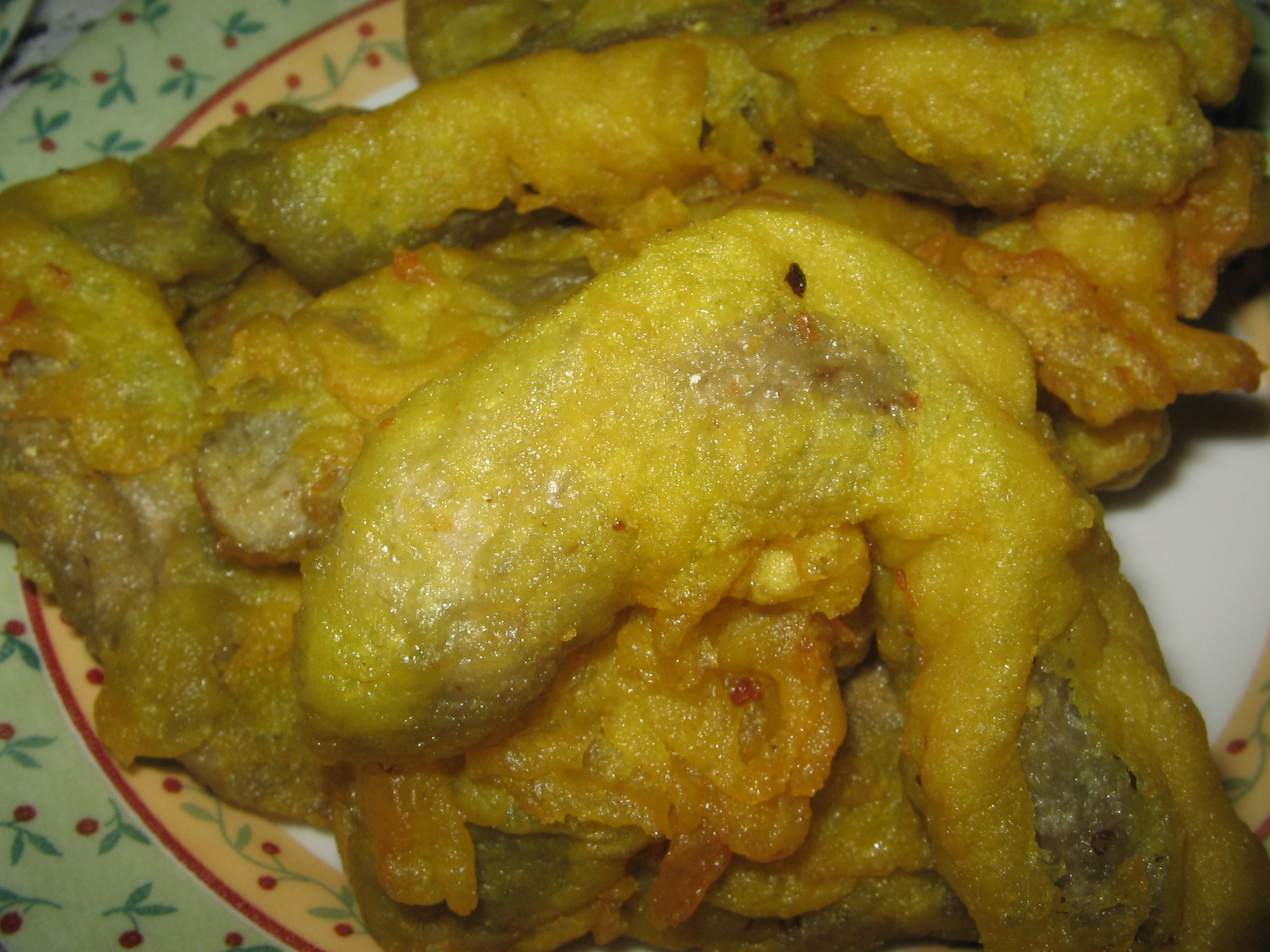
生地を成型し、切った後のクロポッ・レコー
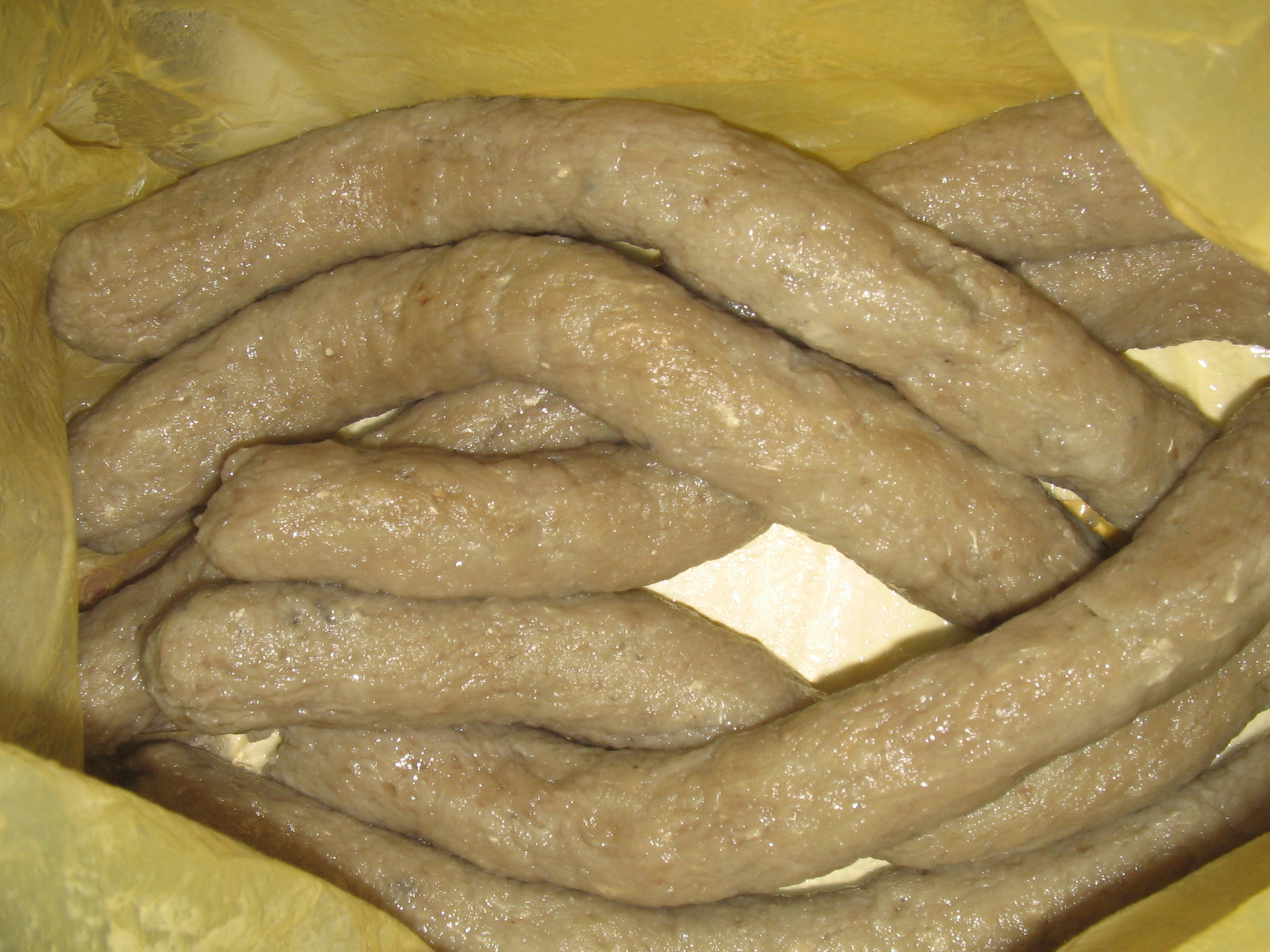
茹でたばかりのクロポッ・レコー
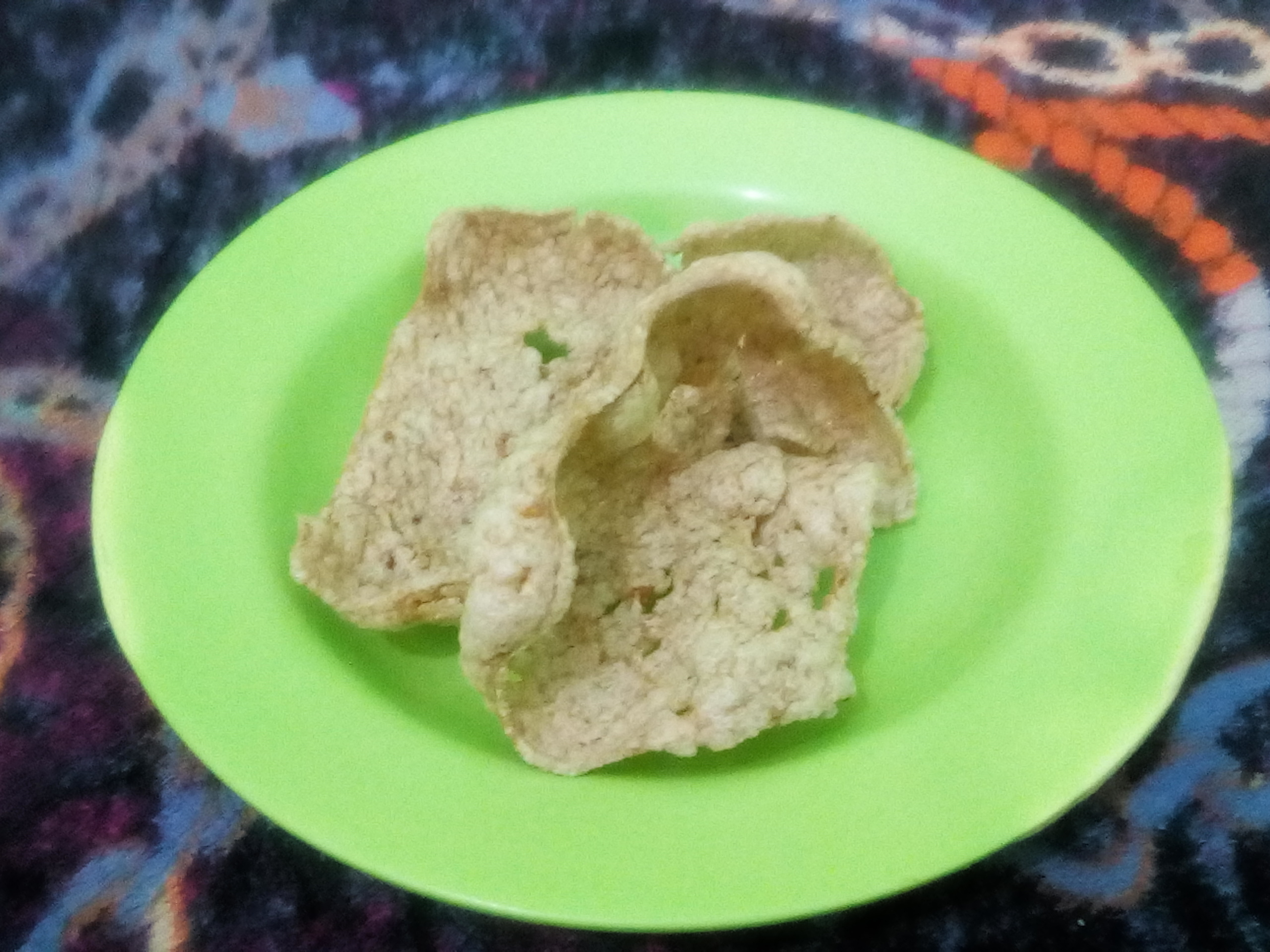
Keropok keping